# A fejedbe látok
A fejedbe látok (eredeti cím: Chaos Walking) 2021-ben bemutatott sci-fi filmdráma Doug Liman rendezésében. A forgatókönyvet Patrick Ness és Christopher Ford írta. A film Ness Chaos Walking című sci-fi trilógiáján alapul. A főszerepben Daisy Ridley, Tom Holland, Mads Mikkelsen, Demián Bichir, Cynthia Erivo, Nick Jonas és David Oyelowo látható.
A filmet 2011-ben jelentették be. A forgatókönyvet többször is átírták. 2016-ban bejelentették, hogy Doug Liman lesz a rendező. A forgatás 2017-ben kezdődött. A bemutatót eredetileg 2019. március 1-jére tervezték, de végül 2019 áprilisában újraforgatták a filmet.
Dél-Koreában 2021. február 24-én mutatták be a mozik. Az Amerikai Egyesült Államokban 2021. március 5-én jelent meg. Kritikai és pénzügyi szempontból egyaránt megbukott: 27 millió dolláros bevételt hozott a 100 millió dolláros költségvetéssel szemben.

## Rövid történet
Egy fiatal férfi egy nők nélküli disztópikus világban él. Amikor egy fiatal nő érkezik a bolygóra, a férfi segít neki a menekülésben.

## Szereplők
| Szerep                      | Színész        | Magyar hang     |
| --------------------------- | -------------- | --------------- |
| Todd Hewitt                 | Tom Holland    | Baráth István   |
| Viola Eade, űrhajós         | Daisy Ridley   | Sallai Nóra     |
| David Prentiss polgármester | Mads Mikkelsen | Kőszegi Ákos    |
| Ben Moore                   | Demián Bichir  | Epres Attila    |
| Mathilde 'Hildy'            | Cynthia Erivo  | Nádasi Veronika |
| David 'Davy' Prentiss, Jr.  | Nick Jonas     | Czető Roland    |
| Matthew Lyle                | Ray McKinnon   | Katona Zoltán   |
| Cillian Boyd                | Kurt Sutter    | Czvetkó Sándor  |
| Aaron                       | David Oyelowo  | Király Attila   |

További szereplők: Bethany Anne Lind, Camren Bicondova

## A film készítése
2011 októberében a Lionsgate megvásárolta a Chaos Walking-trilógia filmadaptációjának világszintű forgalmazási jogait, amelyet Doug Davison produkciós cége, a Quadrant Pictures készített. 2012-ben a Lionsgate felkérte Charlie Kaufmant, hogy írja meg a forgatókönyv első változatát. Ezt követően elhagyta a filmet, amit ő maga is megerősített a 2016-os Karlovy Vary-i Nemzetközi Filmfesztiválon tartott kérdezz-felelek beszélgetésen. Kaufman vázlatát később Jamie Linden, Lindsey Beer, Gary Spinelli, John Lee Hancock, Christopher Ford és maga Ness is átdolgozta. A Deadline 2013-ban arról számolt be, hogy Robert Zemeckist veszik fontolóra rendezőként, de a hírek szerint semmi sem valósult meg belőle. 2016. június 10-én Doug Liman tárgyalásokat folytatott a film rendezéséről. 2016. augusztus 4-én bejelentették, hogy Daisy Ridley csatlakozott a stábhoz. Ridley rajongott a könyvekért. Bejelentették, hogy ő fogja játszani Violát. 2016. november 28-án Tom Holland is csatlakozott a filmhez, aki Toddot alakította.
2017. július 20-án bejelentették, hogy Mads Mikkelsen csatlakozott a film szereplőgárdájához a gonosz polgármester szerepében. 2017 augusztusában Demián Bichir, Kurt Sutter, Nick Jonas és David Oyelowo csatlakoztak a filmhez. 2017 szeptemberében Cynthia Erivo is csatlakozott. 2017 októberében Óscar Jaenada csatlakozott a stábhoz, hogy eljátssza Wilfet, a semmibe vett és kirekesztett csavargót, aki fontos szerepet játszik Todd és Viola Prentiss polgármester elleni cselszövésében, de ezt a cselekményszálat és az ő szerepét kivágták a filmből.
A film forgatása 2017. augusztus 7-én kezdődött Montrealban (Québec (tartomány), Kanada). A filmet Skóciában és Izlandon is forgatták. A forgatás 2017 novemberében fejeződött be.
2018 áprilisában arról számoltak be, hogy a film többhetes újraforgatását 2018 végén vagy 2019 elején tervezik a gyenge tesztvetítések után. Ridley-nek a Star Wars IX. rész – Skywalker kora, Hollandnak pedig a Pókember: Idegenben forgatási kötelezettségei miatt az újraforgatások csak 2019 áprilisában kezdődhettek el, Fede Álvarez rendezésével. Az Atlantában zajló, májusig tartó forgatások további 15 millió dollárral növelték a film költségvetését, így a teljes költség elérte a 100 millió dollárt. 2020 szeptemberében Ness és Ford megkapták a forgatókönyv végső változatát.

## Megjelenés
A fejedbe látok 2021. március 5-én jelent meg az Egyesült Államokban, majd 2021. február 24-én Dél-Koreában is bemutatták a mozikban, IMAX változatban. Korábban úgy volt, hogy 2019. március 1-jén jelenik meg, de a film újraforgatása miatt arrébb tolták az időpontot. Ezt követően a tervek szerint 2021. január 22-én jelent volna meg, de a COVID-19 világjárvány miatt ismét márciusra csúszott.

### Médiakiadás
Egy hónappal a film amerikai mozibemutatója után, 2021. április 2-án PVOD formátumban is megjelent az Egyesült Államokban és az Egyesült Királyságban, ahol a COVID-19 járvány miatt a mozik zárva voltak. A Hulu 2021. augusztus 27-én sugározta.

## Fogadtatás
A film negatív kritikákat kapott a megvalósítás és a karakterek kidolgozatlansága miatt. A Rotten Tomatoes honlapján 21%-ot ért el 145 kritika alapján, és 4.5 pontot szerzett a tízből. A Metacritic oldalán 39 pontot szerzett a százból, 30 kritika alapján.
Az IndieWire kritikusa, David Ehrlich átlagos kritikával illette. Peter Debruge, a Variety magazin kritikusa szerint a film "hamar unalmassá válik", illetve "több energiát fektetnek az Új Világ építésébe, mint a nagyrészt átlagos karakterekbe". A DiscussingFilm negatívan értékelte a film tempóját, de Tom Holland és Daisy Ridley alakításait pozitívan fogadta.